# ATC code A16
ATC code A16 سایر فراورده‌های مجرای گوارش و متابولیسم زیرگروهی درمانی از سیستم طبقه‌بندی شیمیایی درمانی آناتومیک است. این سیستمِ متشکل از کدهای حرفی‌عددی را سازمان جهانی بهداشت برای طبقه‌بندی داروها و سایر تولیدات پزشکی ایجاد کرده است. زیرگروه A16 جزوی از گروه آناتومیک A مجرای گوارش و متابولیسم است.

کدهای مورد استفاده در دامپزشکی (کدهای ATCvet) را می‌توان با گذاشتن حرف Q جلو کدهای انسانی ATC ایجاد کرد: مثلاً QA16. کدهای ATCvet که فاقد کدهای انسانی متناظر ATC هستند، در فهرست ذیل با حرف آغازین Q ذکر شده‌اند.
ممکن است نسخه‌های ملی از طبقه‌بندی ATC حاوی کدهای اضافه‌ای باشند که در این فهرست (نسخهٔ سازمان جهانی بهداشت) نیامده باشند.

## A16A سایر فراورده‌های مجرای گوارش و متابولیسم

### A16AAاسید آمینهs and derivatives
A16AA01 کارنیتین
A16AA02 S-آدنوزیل متیونین
A16AA03 گلوتامین
A16AA04 سیستیمین
A16AA05 Carglumic acid
A16AA06 Betaine
A16AA07 Metreleptin
QA16AA51 Levocarnitine, combinations

### A16ABآنزیم‌ها
A16AB01 Alglucerase
A16AB02 Imiglucerase
A16AB03 Agalsidase alfa
A16AB04 Agalsidase beta
A16AB05 Laronidase
A16AB06 Sacrosidase
A16AB07 آلگلوکوسیداز آلفا
A16AB08 آریل‌سولفاتاز B
A16AB09 آیدورسولفاز
A16AB10 Velaglucerase alfa
A16AB11 Taliglucerase alfa
A16AB12 الوسولفاز آلفا
A16AB13 Asfotase alfa
A16AB14 Sebelipase alfa

### A16AX فراورده‌های گوناگون مجرای گوارش و متابولیسم
A16AX01 لیپوئیک اسید
A16AX02 Anethole trithione
A16AX03 Sodium phenylbutyrate
A16AX04 Nitisinone
A16AX05 استات روی
A16AX06 Miglustat
A16AX07 Sapropterin
A16AX08 Teduglutide
A16AX09 Glycerol phenylbutyrate
A16AX10 Eliglustat
A16AX11 سدیم بنزوئیک اسید
A16AX12 تری‌اتیلن‌تترامین
A16AX13 Uridine triacetate

## QA16Q سایر فراورده‌های مجرای گوارش و متابولیسم برای استفاده در دامپزشکی

### QA16QA Drugs for prevention and/or treatment ofacetonemia
QA16QA01 پروپیلن گلیکول
QA16QA02 سدیم پروپیونات
QA16QA03 گلیسیرین
QA16QA04 آمونیوم لاکتات
QA16QA05 Clanobutin
QA16QA06 موننسین
QA16QA52 Sodium propionate, combinations